# Professor Whitley de Bioquímica
Professor Whitley de Bioquímica (em inglês:  Whitley Professor of Biochemistry) é uma das cátedras permanentes da Universidade de Oxford, e a primeira na área da bioquímica da universidade. É associada com uma fellowship no Trinity College, e foi estabelecida com uma doação de £ 10.000 por Edward Whitley do Trinity College. Benjamin Moore foi nomeado por Whitley, ex-aluno de Moore, como o primeiro professor. Desde sua criação, o cargo foi ocupado por:
- Benjamin Moore 1920–22[4]
- Sir Rudolph Peters 1923–54[5]
- Sir Hans Krebs 1954–67[6]
- Rodney Porter 1967–85[7]
- Sir Edwin Southern 1985–2005[8]
- Kim Nasmyth 2006 onwards[9]